# Житие Антония Великого
Житие Антония Великого (лат. Vita Antonii) — жизнеописание египетского монаха Антония Великого (ок. 251—356). Согласно мнению большинства исследований, произведение было написано епископом Афанасием Александрийским между 357 и 362 годами. «Житие» считается одним из первых представителей византийской агиографии, оно оказало огромное влияние на становление монашества и способствовало распространению отшельничества. Произведение сохранилось во множестве рукописей и широко известно в Западной Европе с момента первого издания в 1611 году.
В «Житии» описывается монашеский путь святого Антония от самого начала и до достижения христианского совершенства и святости. Изучению «Жития» посвящена обширная литература. Основные направления исследования связаны с изучением его литературных истоков и поисками литературного прототипа, определение ценности и достоверности сообщаемых Афанасием фактов, и изучение выраженных произведении богословских и аскетических взглядов. Хотя считается, что «Житие» было создано на греческом языке, с конца XIX ведётся дискуссия о взаимосвязи между его версиями на других языках.

## Содержание
«Житие» построено как послание Афанасия из Египта к монахам других стран. Оно не содержит точных дат, но позволяет установить относительную хронологию событий. Произведение начинается с пролога (проемия), в котором Афанасий обозначает цель своего предприятия — сообщить своим читателям «сведений о житии блаженного Антония» с тем, чтобы они «приобрели его ревность», узнав о жизненном пути подвижника. Общим для энкомия местом является утверждение автора о сложности стоящей перед ним задачи раскрыть во всей полноте личность своего героя. Переходя к описанию происхождения Антония, Афанасий называет его сыном благочестивых родителей среднего достатка. Не испытывая желания ни учиться (γράμματα), ни общаться со сверстниками, юный Антоний жил простой жизнью в своём доме до смерти родителей. Осиротев в возрасте 18 или 20 лет, он однажды услышал проповедь, в которой Иисус призывал раздать своё имущество и следовать за ним (Мф. 19:21). Антоний последовал евангельскому совету и продал унаследованную землю, оставив себе дом и передав сестру на воспитание «верным девственницам». Как отмечает Афанасий, Антоний не был первым монахом в Египте, хотя адептов христианского отшельничества ещё не было много. Первоначально Антоний начал «упражняться в подвижничестве» (ἄσκησις) перед своим домом, а затем на окраине родной деревни. Там он занимался физическим трудом, проводил бессонные ночи в молитве, ограничивал свои потребности и желания. Будучи необразованным или даже неграмотным, он заучивал Библию наизусть.
Демоны, их природа, распознавание их и борьба с ними, являются постоянными темами «Жития». Первое существенное его противостояние силам зла относит примерно к 35-му году жизни будущего святого, когда он местом своего жительства избрал гробницу (гл. 10). Следующие годы Антоний провёл не выходя из заброшенной хижины, лишь два раза в год принимая хлеб через ограду, а воду имея внутри ограды. Всё это время отшельника искушали демоны, что слышали его посетители как звериные вопли. К тому времени многие из приходящих к нему избрали его образцом для подражания, и примерно через 20 лет они разломали стены его обиталища. Выйдя, Антоний поразил всех своим здоровым видом (здесь исследователи видят аллюзию с жизнеописанием Пифагора), после чего начал пропагандировать монашеский образ жизни (гл. 14). Вскоре затем возникли многочисленные монастыри, в которых Антоний стал руководителем (гл. 15). Почти треть жития занимают три речи, которые Афанасий подаёт как прямые. Главы с 16 по 43 занимает проповедь к монахам, в которой Антоний пространно рассуждает о демонах, их свойствах, опасности насылаемых ими наваждений и борьбе с ними. Как и вторая речь в главах 74—80 о языческих философах, она построена по правилам ораторского искусства, и состоит из вступления (exordium), развития темы (narratio) и дидактического заключения (conclusio).
Антоний скончался в возрасте 105 лет, что, согласно хронике Иеронима Стридонского пришлось на 356 год. Таким образом можно определить дату рождения святого в примерно 251 году и датировать события его жизни.

## Рукописи и переводы
Вскоре после создания «Житие» было переведено на латинский язык. Первое издание «Жития» осуществил в 1611 году издатель из Аугсбурга Давид Хёшель по единственной рукописи. Текст привлёк внимание в гуманистических кругах и начал интенсивно изучаться. Впоследствии наибольшее распространение получило издание Бернара де Монфокона (1698) — его перепечатал в своей «Patrologia Graeca» Жак Поль Минь (PG26), оно же вошло в серию «Βιβλιοθήκη Πατέρων» (1963).
Выделяют три типа греческих рукописей «Жития»: метафрастические минологии, дометафрастические свидетельства и неметафрастические. «Метафрастическими» называют жития, стилистически обработанные византийским агиографом X века Симеоном Метафрастом. В данном случае обозначение текста как «метафрастического» условно, поскольку произведение Афанасия попало к Симеону в удовлетворительном с точки зрения стиля виде и не подверглось переписыванию. Помимо греческих, «Житие» сохранилось на ряде других языков. В 1910 году в Фаюме был обнаружена самая полная рукопись на саидском диалекте коптского языка, датируемая 822—823 годами. Коптская версия содержит изменения, адаптирующие текст для египетского читателя, заменяя персонажей греческой мифологии на древнеегипетских богов. Существуют два латинских перевода: анонимный буквальный перевод, созданный не позднее 373 года, и содержащий многочисленные отклонения перевод епископа Евагрия Антиохийского. Евагрий не стремился к точности передачи оригинала и, по собственному утверждению, стремился передать смысл произведения Афанасия. В его переводе виден значительный интерес к ангелологии и демонологии, встречаются отсылки к Вергилию. Перевод Евагрия сохранился в большом количестве рукописей, но его критического издания до сих пор не существует.
Славянский перевод «Жития» был выполнен около 900 года, предположительно, в Болгарии неким «пресвитером Иоанном». Произведение получило широкое распространение среди южных и восточных славян, упоминается в «Повести временных лет». Отмечается его влияние на ряд древнерусских агиографических памятников. Также известны эфиопская и арабская версии, не связанные с известным греческим текстом. Рукописная грузинская традиция, представленная в четырёх версиях, слабо изучена. С конца XIX века вызывают споры две сирийские версии, известная в 11 рукописях «пространная», и сохранившаяся в трёх экземплярах «краткая». В связи с тем, что пространная редакция в полтора раза больше известного греческого «Жития», существует гипотеза (Р. Драгуэ, 1980), что она является переводом другого, не сохранившегося жития Антония, созданного вскоре после смерти святого, возможно, коптами. В рамках этой гипотезы предполагается, что известное «Житие» является сокращённым и переработанным вариантом первоначального и возникло не раньше 380 года.

## Изучение

### Проблема авторства
Афанасий неоднократно встречался со Антонием. В первый раз он посетил святого в молодости, в 315 году, желая получить пример подвижнической жизни. В 337 или 338 году Антоний сам прибыл в Александрию, чтобы поддержать своего епископа в его борьбе против ариан. Как правило, временем создания «Жития» называют 356—358 годы, когда епископ Афанасий скрывался в пустыне от ариан. Говоря о своих встречах со святым, Афанасий, вероятно, имел в виду период после своего низложения в 355 году. По мнению Д. Бракке, вряд ли можно считать достоверными сведения об их частых встречах, и скорее всего Афанасий встречался с Антонием лишь единожды. В 380 году Афанасия как автора «Жития», описавшего «жизнь божественного Антония, изложив в виде повествования правила монашеской жизни», прославлял Григорий Богослов (Слово 21). В следующем десятилетии Иероним Стридонский в своём сборнике христианских биографий «О знаменитых мужах» также говорил об авторстве Афанасия. В дальнейшем сомнений в его авторстве не возникало, за исключением мнений некоторых протестантских историков, стремившихся в ходе Реформации принизить авторитет александрийского епископа. Их точка зрения не получила распространения, и ни де Монфокон при подготовке своего издания, ни враждебный монашеству Эдуард Гиббон не сомневались в принадлежности произведения перу Афанасия. В 1876 году немецкий церковный историк Герман Вайнгартен высказал сомнения в том, что «Житие» могло быть написано при жизни Афанасия, однако указанные им анахронизмы были опровергнуты. В различных рукописях существуют разночтения относительно указания на источник сведений Афанасия. В одной из версий текста Афанасий говорит о времени, «когда был его учеником и возливал воду на руки ему» (4Цар. 3:11), тогда как в других редакциях ветхозаветная аллюзия относится к другому, не названному лицу. Первую из них предпочёл в своём издании де Монфокон и автор английского перевода Роберт Грегг (Robert C. Gregg, 1980). Временем встречи Афанасия и Антония, если она имела место, считается лето 337 или 338 года. Второго чтения придерживался немецкий богослов Людвиг фон Хертлинг (1929), автор другого английского перевода Роберт Мейер (Robert T. Meyer, 1950) и вслед за ними М. Тец и Г. Бартелинк. По их мнению, неназванным спутником Антония был Серапион Тмуитский.
На различия между богословскими взглядами автора «Жития», и теми, которые высказывались в других произведениях Афанасия, в конце XIX века указывал Арчибальд Робертсон. По его мнению, разительным является контраст между отсутствием интереса к демонологической проблематике и рационализмом Афанасия и рассказами «Жития». Современный венгерский историк Иштван Перцель указывает на ряд мест оригенистской направленности в «Житии». Отмеченные Р. Райтценшатйном аллюзии на жизнеописание Пифагора не характерны для совершенно не знакомого с классической греческой литературой Афанасия. Британская исследовательница Аверил Кэмерон, напротив, не обнаруживает никаких богословских противоречий в гипотезе авторства Афанасия.
В 1982 году Мартин Тетц выдвинул гипотезу о присутствии в «Житии» фрагментов иного авторства, и что в целом произведение основано на письменном свидетельстве Серапиона Тмуитского, а не собственных воспоминаниях Афанасия. В дальнейшем сомнения в традиционной теории происхождения «Жития» продолжали высказываться. По гипотезе Т. Д. Барнса, оригинал был изначально написан не по-гречески, а на коптском языке около 355 года, сокращённый греческий вариант (известное «Житие») — в 356—360 годах, а пространная редакция сирийского перевода — в 360—375 годах. Наконец, по третьей версии (D. Brakke), исходной является известная версия «Жития», а сирийская была создана в V веке как её перевод и переработка. По мнению русского учёного И. Г. Троицкого (1906), аргументами в пользу изначальности известного греческого «Жития» является отсутствие иных греческих вариантов, а также раннее появление перевода Евагрия. Выявленные Драге коптицизмы «пространной» сирийской версии, по мнению Дракке, таковыми не являются, а дополнения сделаны значительно позднее сирийским переводчиком. Критическое издание вышло в 1994 году в 400 томе серии «Sources chrétiennes». При его подготовке нидерландский историк Г. Бартелинк (G. J. M. Bartelink) использовал 50 из 165 известных рукописей. Также Бартелинк составил полный словарь греческих слов, встречающихся в произведении. Согласно подсчётам Т. Д. Барнса, более 200 из них ни разу не встречаются в других произведениях Афанасия. По мнению исследователя, это является самым объективным и измеримым критерием глубокой разницы в культуре и богословии «Жития» и других произведений Афанасия.

### Литературные особенности
«Житие Антония» рассматривается как переходный этап между античными биографиями и христианской агиографией, понимаемой как специальная форма биографии, создаваемая с целью пропаганды, прославления или назидания. В первом научном сравнении «Жития» с классическими биографиями, Ханс Мертель (Hans Mertel, 1909) высказал предположение о происхождении его литературной формы от двух основных типов античного жизнеописания — биографий перипатетиков или в биографиях Плутарха. За пределы данной схемы выходят описания чудес, в которых, начиная с известной монографии Рихарда Райтценшатйна «Hellenistische Wundererzählunge» (1906) видят аллюзии на «Жизнь Пифагора» Ямвлиха и пифагорейский идеал совершенного человека. Другая теория (A. Pressing, 1924) называет образцом не назидательные биографии Плутарха, а гипомнепатических, то есть имеющих целью отразить в памяти потомков факты и события из жизни выдающейся личности, жизнеописания Светония. Описания чудес в таком случае не функциональны, а несут аретологическую функцию и являются трактатами в форме отступлений (excursus) и их можно не учитывать. Согласно Й. Листу (J. List, 1930) «Житие» написано в соответствии с правилами античного энкомия в подражание «Жизни Плотина» Порфирия. Г. Бартелинк называет такие выводы слабо обоснованными, поскольку композиция и соотношение разделов классического энкомия выдержана не выдержано строго. По мнению советской исследовательницы Т. В. Поповой, возможность не следовать канону биографического жанра дала эпистолярная форма, позволившая Афанасию использовать в своём рассказе различные стилистические и жанровые приёмы. Авторскому тексту, занимающему около двух третей жития, присущ повествовательно-эпический тон. Он тематически и стилистически разнообразен, включая поэтические описания природы, рассказы документального характера, чудесные истории и описание поступков самого Антония. Вне авторского повествования используются приёмы ораторской прозы для трёх речей Антония, представленных как прямые, вложенное письмо (гл. 86), поэтические описания природы и рассказы документального характера. В 1995 году М. Тец констатировал, что попытки определить замысел и жанр произведения всё ещё не увенчались успехом. В 2015 современный российский богослов Алексей Сидоров писал, что оно «одновременно похвала святому, монашеское житие и аскетический трактат».
Аверил Кэмерон сравнивает «Житие Антония» с написанной примерно в то же время «Жизнью Константина» Евсевия Кесарийского. Хотя, на первый взгляд, произведения существенно различны, принадлежность обоих авторов к одному социальному кругу — как оппоненты в арианском споре они (в предположении авторства Афанасия) были лично знакомы — позволяет обнаружить ряд сходных черт. Евсевий в своём сочинении представляет императора Константина Великого мудрецом, подобным Моисею, как и Антоний, чьми прототипами можно назвать пророков Моисея, Иакова, Илию, Елисея и Иова. Как указывает исследовательница, сходным образом происходит и их духовное становление. Можно обнаружить в жизнеописании Константина демонов, его политических противников, и чудеса. Если Антоний врачует тела и души, то император разрешает важнейшие споры христиан. Оба они имеют дело с язычниками и утверждают ортодоксию. После своей смерти они оставляют последователей, один учеников и монахов, другой своих сыновей. Указанные черты, по мнению Кэмерон, роднят произведения Евсевия и Афанасия с языческими биографиями «божественных мужей» (др.-греч. θεῖος ἀνήρ), такими как «Жизнь Аполлония Тианского» Филострата и «Жизнь Плотина» Порфирия.
Словесная форма «Жития», как отмечает Т. Попова, чрезвычайно гибка и меняется в зависимости от объекта описания. Картины природы, видения и чудеса отличает простота синтаксических построений, тогда как рассуждения автора и Антония написаны более сложным языком. Стилистических украшений в тексте не много.

### «Житие» как исторический источник
Вопрос об исторической ценности «Жития» поднимался неоднократно. Р. Вайнгартен, отрицая достоверность произведения, полагал его не источником по истории раннего монашества, но тенденциозным описанием идеалов достаточно развитого общественного движения. Опираясь на его выводы, английский богослов Генри Гваткин в 1900 году пришёл к выводу, что Антоний никогда не существовал. Придерживавшийся противоположного взгляда на проблему аутентичности «Жития» русский богослов И. В. Попов в начале XX века отмечал, что «было бы ошибкой видеть в „Жизни Антония“ произведение, удовлетворяющее всем требованиям, предъявляемым наукой к историческим трудам. это скорее проповедь, чем историческая биография, составленная на основании критически проверенных источников… Нет, конечно, оснований сомневаться в достоверности фактических сообщений о жизни прп. Антония, но фактические данные использованы в целях дидактических». По мнению Попова, «Житие» является иллюстрацией к учению Афанасия об обожении человека. Конструируя идеальный образ «отца монашества», автор подчёркивал одни грани исторического Антония и ретушировал другие. Сравнение сведений различных источников предпринял немецкий историк Герман Дёррис. Сопоставляя данные «Жития» и 38 посвящённых Антонию апофегм он показал, что Афанасий приписал Антонию свои богословские взгляды — резко отрицательное отношение к мелитианам и манихеям, почтительное отношение к церковной иерархии, совпадающие с высказанными в других трудах Афанасия учение о Логосе и опровержение языческих философов. Различным образом представлена идея пустыни: в апофегмах но является защитой от мира, тогда как в «Житии» она становится местом борьбы с демонами. В результате Дёррис приходит к выводу, что, желая изобразить Антония как совершенного христианина и строго поборника ортодоксии, Афанасий внёс значительные искажения. Также сведениям Афанасия, изобразившего Антония неграмотным, противоречат его сохранившиеся письма. Впрочем, во многих других отношениях письма и «Житие» находятся в согласии друг с другом.

## Избранные издания
- Святитель Афанасий Великий. Творения в 4 томах. — М. : Спасо-Преображенский Валаамский монастырь, 1994. — Т. III. — С. 178–251. — ISBN 5-7302-0770-0.
- Преподобный Антоний Великий. Житие и послания. — М. : Синтагма, 2010. — 260 с. — ISBN 978-5-7877-0064-0.
- Athanasius: Life of Antony and Letter to Marcellinus / R. C. Gregg (trans). — New York : Paulist, 1980.
- Athanasius: Life of Antony / R. T. Meyer (trans). — New York : Newman, 1978.
- Athanasius: Vita Antonii / Ed. G. J. M. Bartelink. — Paris : Cerf, 1994. — Vol. 400. — (Sources Chrétiennes[англ.]).